# Az Antarktisz területei

## Függő területek
| Név                                    | Az ország, amelyhez tartozik | Terület (km²) | Lakosságszám2 | Népsűrűség fő/km² | GDP/PPP3 USD/fő (2005) | Székhely |
| -------------------------------------- | ---------------------------- | ------------- | ------------- | ----------------- | ---------------------- | -------- |
| Heard-sziget és McDonald-szigetek      | Ausztrália                   | 372           | 0             | 0                 | 0                      | –        |
| Bouvet-sziget                          | Norvégia                     | 49            | 0             | 0                 | 0                      | –        |
| Déli-Georgia és Déli-Sandwich-szigetek | Egyesült Királyság           | 3 903         | 0             | 0                 | 0                      | –        |
| Francia déli és antarktiszi területek  | Franciaország                | 7 781         | 0             | 0                 | 0                      | –        |

| Közigazgatás                          | Név                          | Ország             | Dátum | Térkép |
| ------------------------------------- | ---------------------------- | ------------------ | ----- | ------ |
| Brit antarktiszi terület              | Brit antarktiszi terület     | Egyesült Királyság | 1908  |        |
| Új-Zéland                             | Ross antarktiszi terület     | Új-Zéland          | 1923  |        |
| Francia déli és antarktiszi területek | Adélie antarktiszi terület   | Franciaország      | 1924  |        |
| Norvégia                              | I. Péter-sziget              | Norvégia           | 1929  |        |
| Ausztrália                            | Ausztrál antarktiszi terület | Ausztrália         | 1933  |        |
| Norvégia                              | Maud királyné föld           | Norvégia           | 1939  |        |
| Antártica Chilena Province            | Antártica                    | Chile              | 1940  |        |
| Argentin antarktiszi terület          | Argentin antarktiszi terület | Argentína          | 1942  |        |

## El nem ismert területi igények
- Argentína igénye:
  -  Tűzföld tartomány
- Ausztrália igénye:

Az Antarktisz el nem ismert területei ezekkel a színekkel jelölve:
Új-Zéland
Ausztrália
Franciaország
Norvégia
Egyesült Királyság
Chile
Argentína

  -  Ausztrál antarktiszi terület
- Chile igénye:
  -  Chilei Antarktisz
- Egyesült Királyság igénye:
  -  Brit Antarktiszi Terület
- Franciaország igénye:
  -  Francia déli és antarktiszi területek[6]
- Norvégia igénye:
  -  Maud királynő föld
  -  I. Péter-sziget
- Új-Zéland igénye:
  -  Ross-jégself

## Történelmi igények
| Terület | Terület                              | Állam              | Dátum     | Térkép |
| ------- | ------------------------------------ | ------------------ | --------- | ------ |
|         | Új-Svábföld (formális protektorátus) | Harmadik Birodalom | 1939–1945 |        |